# 中国20世纪100项考古大发现
中国20世纪100项考古大发现由中国社会科学院组织评选，2001年3月29日在北京评出。参加了这次评选的专家学者来自8个国家级的文物考古机构、28个省市自治区和香港特别行政区的文物考古机构以及11所权威大学的考古文博院系。
100项考古大发现中，旧石器时代7项，新石器时代30项，夏商周时期23项，秦汉魏晋南北朝有24项，隋唐及以后有16项。

## 列表
名单按时代之先后排列如下：
- 1.北京周口店旧石器时代遗址的发掘与北京人、山顶洞人的发现；
- 2.云南元谋人的发现；
- 3.陕西蓝田人的发现；
- 4.辽宁营口金牛山旧石器时代遗址的发掘及金牛山人的发现；
- 5.广东曲江马坝人的发现；
- 6.河北阳原泥河湾旧石器时代遗址群的调查与发掘；
- 7.山西襄汾丁村旧石器时代遗址的发掘；
- 8.江西万年仙人洞与吊桶环新石器时代早期遗址的调查与发掘；
- 9.湖南道县玉蟾岩新石器时代早期遗址的发掘；
- 10.河南新郑裴李岗新石器时代遗址的发掘；
- 11.河南舞阳贾湖新石器时代遗址的发掘；
- 12.甘肃秦安大地湾新石器时代遗址的发掘；
- 13.湖南澧县城头山新石器遗址的发掘；
- 14.内蒙古赤峰兴隆洼新石器时代遗址的发掘；
- 15.河南渑池仰韶村新石器时代遗址的发掘；
- 16.陕西西安半坡新石器时代遗址的发掘；
- 17.陕西临潼姜寨新石器时代遗址的发掘；
- 18.浙江余姚河姆渡新石器时代遗址的发掘；
- 19.山东泰安大汶口新石器时代墓地的发掘；
- 20.重庆巫山大溪新石器时代遗址的发掘；
- 21.湖北京山屈家岭新石器时代遗址的发掘；
- 22.河南安阳后冈三叠层的发现；
- 23.河南陕县庙底沟新石器时代遗址的发掘；
- 24.河南登封王城岗龙山文化遗址的发掘；
- 25.上海青浦崧泽新石器时代遗址的发掘；
- 26.山东章丘城子崖龙山文化遗址的发掘；
- 27.浙江余杭良渚文化遗址群的调查与发掘；
- 28.湖北天门石家河新石器时代遗址群的调查与发掘；
- 29.甘肃临洮马家窑新石器时代遗址的发掘；
- 30.青海乐都柳湾新石器时代至青铜时代墓地的发掘；
- 31.辽宁凌源、建平牛河梁红山文化遗址群的发掘；
- 32.西藏昌都卡若新石器时代遗址的发掘；
- 33.广东曲江石峡新石器时代遗址的发掘；
- 34.山西襄汾陶寺龙山文化遗址的发掘；
- 35.香港马湾岛东湾仔北新石器时代至商周时期遗址的发掘；
- 36.台湾台北圆山新石器时代遗址的发掘；
- 37.甘肃广河齐家坪齐家文化遗址的发掘；
- 38.河南偃师二里头村二里头文化遗址的发掘；
- 39.山西夏县东下冯二里头文化遗址的发掘；
- 40.内蒙古赤峰夏家店青铜时代遗址的发掘；
- 41.内蒙古敖汉旗大甸子夏家店下层文化遗址和墓地的发掘；
- 42.河南偃师商城遗址的勘探与发掘；
- 43.河南郑州商城遗址的勘探与发掘；
- 44.湖北黄陂盘龙城商代方国遗址的勘探与发掘；
- 45.河南安阳殷墟商代晚期都城遗址的勘探与发掘；
- 46.江西清江吴城商时期青铜文化遗址的发掘；
- 47.江西新干商时期大型墓葬的发掘；
- 48.四川广汉三星堆商时期祭祀器物坑的发掘；
- 49.陕西周原西周遗址的勘探与发掘；
- 50.陕西丰镐西周都城遗址与墓地的勘探与发掘；
- 51.北京琉璃河西周燕国都城遗址与贵族墓地的勘探与发掘；
- 52.山西曲沃西周晋国贵族墓地的发掘；
- 53.河南三门峡西周晚期至春秋早期虢国上阳城与虢国墓地的勘探与发掘；
- 54.山西侯马东周晋国故城遗址的勘探与发掘；
- 55.河南新郑东周郑韩故城遗址的勘探与发掘；
- 56.河北易县战国时期燕下都遗址的勘探与发掘；
- 57.湖北随县战国时期曾侯乙墓的发掘；
- 58.湖北江陵东周时期楚都纪南城周围东周墓群的发掘；
- 59.河北平山战国时期中山王墓的发掘；
- 60.湖北铜绿山西周至汉代矿冶遗址的发掘；
- 61.陕西咸阳秦咸阳城及秦宫殿遗址的勘探与发掘；
- 62.陕西临潼秦始皇陵及兵马俑坑的勘探与发掘；
- 63.湖北云梦睡虎地秦墓与龙岗秦墓的发掘；
- 64.陕西西安汉长安城遗址的勘探与发掘；
- 65.陕西西汉帝陵的调查及陵园的勘探与发掘；
- 66.河北满城汉墓的发掘；
- 67.江苏徐州地区汉代楚王陵的发掘；
- 68.湖南长沙马王堆汉墓的发掘；
- 69.广州汉代南越王墓的发掘；
- 70.山东临沂银雀山汉墓的发掘；
- 71.河南洛阳烧沟汉墓的发掘；
- 72.云南晋宁石寨山滇王及贵族墓地的发掘；
- 73.居延汉代遗址与简牍的发现与发掘；
- 74.河南洛阳汉魏洛阳城遗址的勘探与发掘；
- 75.新疆楼兰汉晋楼兰古国都城遗址的勘探与发掘；
- 76.新疆民丰尼雅汉晋时期遗址的勘探与发掘；
- 77.河北临漳曹魏、北朝邺城遗址的勘探与发掘；
- 78.湖南长沙走马楼三国孙吴简牍的发现；
- 79.江苏南京地区东晋、南朝模印拼嵌砖画大墓及大族家族墓地的发掘；
- 80.甘肃敦煌石窟的调查与发掘；
- 81.河南洛阳龙门石窟的调查与发掘；
- 82.山西大同云冈石窟的调查与发掘；
- 83.吉林集安高句丽王室及贵族墓葬的调查与发掘；
- 84.山东青州龙兴寺古代窖藏佛教造像的发现；
- 85.陕西西安隋大兴唐长安城址的调查与发掘；
- 86.河南洛阳隋唐洛阳城及宋代衙署庭院遗址的勘探与发掘；
- 87.山西太原隋代虞弘墓的发掘；
- 88.陕西唐代帝陵陪葬墓的发掘；
- 89.陕西扶风唐代法门寺塔基的清理；
- 90.新疆吐鲁番阿斯塔那－哈拉和卓公元4～8世纪墓群的发掘及文书的发现；
- 91.黑龙江宁安唐代渤海上京龙泉府遗址的勘探与发掘；
- 92.江苏南京五代南唐二陵的发掘；
- 93.内蒙古哲里木盟奈曼旗青龙山辽陈国公主墓的发掘；
- 94.河南禹县白沙宋墓的发掘；
- 95.宁夏银川西夏王陵的勘探与发掘；
- 96.浙江南宋龙泉窑遗址的勘探与发掘；
- 97.陕西铜川唐至明代耀州窖遗址的发掘；
- 98.西藏古格王国都城遗址的勘探与发掘；
- 99.北京元大都遗址的勘探与发掘；
- 100.北京明定陵的发掘。